# HD 194598
HD 194598 (HIP 100792 / G 24-15) es una estrella de magnitud aparente +8,36 situada en la constelación del Delfín.
Se encuentra a 182 años luz del sistema solar.
A diferencia del Sol —estrella del disco galáctico—, HD 194598 es una estrella proveniente del halo galáctico.
Aunque la mayor parte de las estrellas de la Vía Láctea orbitan alrededor del núcleo galáctico cerca de un plano llamado plano galáctico, algunas de ellas provienen de un halo esferoidal que rodea la galaxia.
Ocasionalmente su movimiento orbital las lleva a cruzar el disco galáctico y algunas estrellas relativamente próximas al Sol —como la estrella de Kapteyn o la propia HD 194598— son estrellas provenientes del halo.
Son estrellas muy antiguas; se piensa que la edad de HD 194598 puede aproximarse a los 13.100 millones de años.
El análisis elemental de HD 194598 sigue las pautas encontradas en otras estrellas del halo galáctico. Muestra una metalicidad extremadamente baja ([Fe/H] = -1,10); elementos como escandio y níquel muestran una abundancia similar a la de aquel, mientras que existe un ligero aumento en los contenidos relativos de calcio y magnesio, aún más marcado en el caso del europio.
En el otro extremo, las abundancias relativas de manganeso y cobre son aún más bajas que la de hierro ([Mn/Fe] ≈ [Cu/Fe] ≈ -0,50).
HD 194598 está clasificada como de tipo espectral F7 V, siendo su temperatura efectiva de 5997 K —más baja de lo que cabría esperar en una estrella de disco de su mismo tipo debido al bajo contenido metálico—. Su luminosidad es un 32 % mayor que la del Sol y tiene una masa de 0,7 masas solares.